# Panzerzug Na Moskwu
Der Panzerzug Na Moskwu (russisch Бронепоезд На Москву Bronepojesd Na Moskwu, deutsch: Nach Moskau) war ein Panzerzug der Weißen Armee aus der Zeit des Russischen Bürgerkrieges von 1919.

## Geschichte
Im September 1919 wurde im Werk Sudostal in Noworossijsk ein neuer Panzerzug gebaut. Dieser erhielt, nachdem er von der Besatzung übernommen wurde, den Namen Na Moskwu und wurde in die Streitkräfte Südrusslands eingegliedert.

## Technische Daten

### Artilleriewagen

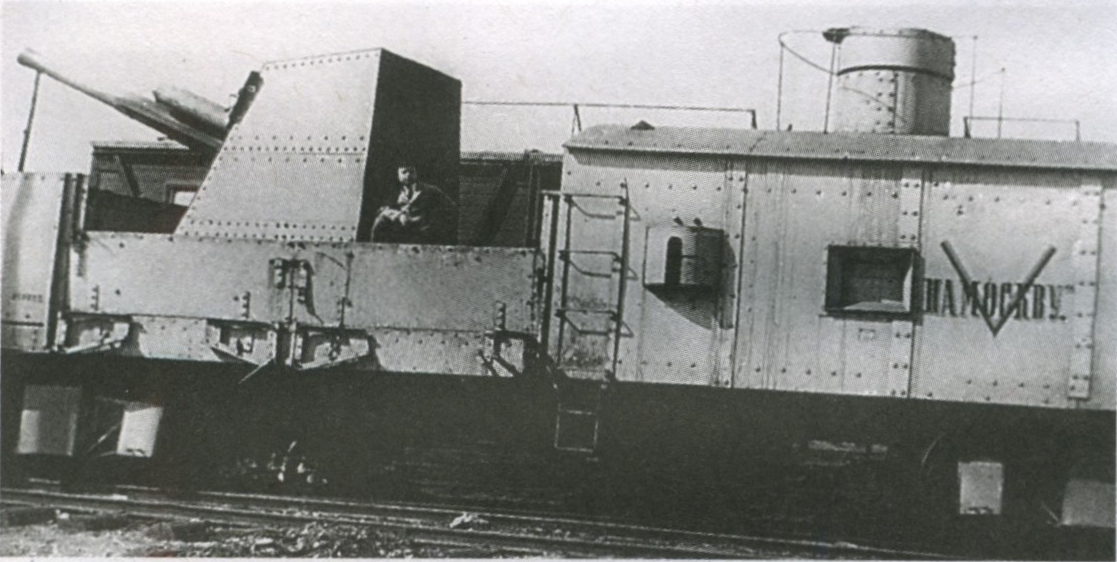
Seitenansicht eines Artilleriewagen

Der Panzerzug Na Moskwu verfügte über zwei fast identische Artilleriewagen. Beide Artilleriewagen waren ehemalige vierachsige Flachwagen, welche komplett umgebaut wurden. Im hinteren Teil befand sich ein gepanzerter Aufbau für Munition und die Mannschaft.  Auf dem Dach dieses Aufbaus saß ein kleiner Beobachtungsturm. An den Seiten waren kleine Schießscharten für je ein Gewehr oder Maschinengewehr. Während bei einem der Wagen rund um diesen Turm ein Geländer angebracht war, war es beim zweiten Artilleriewagen rund um das Dach montiert. Der zweite Artilleriewagen hatte im gepanzerten hinteren Aufbau einen Schornstein montiert. An der anderen Seite des Wagens befand sich ein komplett gepanzerter Geschützturm mit einem Artilleriegeschütz, welcher um 300° gedreht werden konnte. An der Seite und an der Front des Wagens war der dreifarbige Winkel der Armee mit dem Namen На Москву angebracht.

## Einsatz
Der Panzerzug Na Moskwu gehörte zur 6. Panzerzugdivision und wurde ab dem 5. Januar 1920 in der Nähe von Bataisk eingesetzt. Im Februar 1920 unterstützte er den Angriff und die Eroberung von Rostow am Don. Als die Weiße Armee sich ab Ende Februar zurückziehen musste, sicherte er den Rückzug der Truppen nach Noworossijsk. Während dem weiteren Rückzug musste der Panzerzug auf den Zufahrtsstrecken zur Stadt aufgegeben und zurückgelassen werden.

## Zugpersonal
- Panzerzugkommandant[2]
  - Oberst Wladimir Wassiljewitsch Karpinskij
- Freiwilliger Wladimir Christianowitsch Dawatz